# Niels Krag Levetzau
Niels Krag Levetzau (døbt 17. november 1753 i Vor Frue Kirke, Aarhus, død 16. juli 1815 på Kragsbjerggård ved Odense) var en dansk højesteretsdommer.
Han var søn af stiftamtmand over Aarhus Stift og amtmand over Havreballegård og Stjernholm Amter, gehejmeråd, kammerherre Hans Frederik Levetzau og Sophia von Eyndten, blev 1774 kammerjunker, ses ikke immatrikuleret ved Københavns Universitet, men blev 30. maj 1776 cand. jur., 12. maj 1779 assessor i Overhofretten i Christiania, 18. juni 1783 assessor i Højesteret og 23. januar 1812 kammerherre.
Den 17. september 1785 ægtede han i Gamtofte Kirke ejerinde af Lille Hesbjerg og Kragsbjerggård Berte (Berith) Eleonore komtesse Rantzau (20. juni 1759 sst. – 29. januar 1838 i Odense), datter af stiftamtmand, kammerherre, grev Christian Rantzau og Frederikke Louise Raben. Ægteskabet blev opløst 15. maj 1801.